# Fotochemie

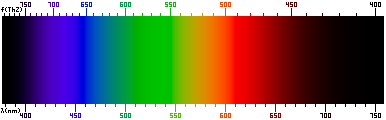
Spektrum viditelného světla

Fotochemie je oblast chemie, která studuje interakce mezi atomy (nebo molekulami) a světlem (nebo elektromagnetickým zářením).
Fotochemické reakce jsou aktivovány absorpcí fotonů atomy nebo molekulami, které tak získají potřebnou aktivační energii. Absorpce fotonu způsobí excitaci atomu nebo molekuly, při které dojde ke změně jejich elektronové konfigurace a to umožní reakci, která by za normálních podmínek neproběhla. Základním předpokladem fotochemické reakce je absorpce fotonů s takovou vlnovou délkou, která se shoduje s absorpčním chováním atomu nebo molekuly. 
Fotochemické reakce například způsobují fluorescenci nebo fosforescenci.

## Historie fotochemie
Vliv světla na chemické reakce byl poprvé pozorován již v 17. století. Chemici si například všimli zčernání sraženiny chloridu stříbrného na světle nebo fosforescence látek. K soustavnějšímu studiu fotochemických reakcí však došlo až v 19. století, kdy v roce 1835 byla objevena fotografie. Pokrokem při studiu fotochemických reakcí bylo roku 1841 zjištění, že účinnost záření závisí nejen na délce působení záření, ale také na jeho energii, tedy vlnové délce.

Na počátku 19. století formulovali Ch. von Grotthus a J. Draper první fotochemický zákon:
Fotochemickou reakci může vyvolat jen takové záření, které látka sama absorbuje.

Roku 1912 formulovali S. Stark a A. Einstein druhý fotochemický zákon (zákon fotochemické ekvivalence):
Počet částic podílejících se na primárním fotochemickém ději se rovná počtu absorbovaných fotonů. Jeden foton může tedy excitovat pouze jednu částici.

## Oblasti fotochemie
Fotochemie se zabývá těmito oblastmi:
- Základní principy, struktura elektronových excitovaných stavů, elektronová absorpční spektra, statické a dynamické vlastnosti elektronových excitovaných stavů, Jablonského diagram a přechody mezi elektronovými stavy, kinetika fotofyzikálních a fotochemických procesů.
- Zdroje fotochemicky aktivního záření. Základní typy fotochemických reakcí, fotokatalytické reakce, klasifikace zobrazovacích systémů, fotochemické zobrazovací systémy (polymerní světlocitlivé vrstvy, světlocitlivé systémy s nízkým zesílením), UV-curing systémy, elektrofotografie, fotodegradace a fotostabilizace polymerních materiálů, environmentální fotochemické procesy a technologie.

## Příklady fotochemických reakcí
S fotochemickými reakcemi se setkáváme všude kolem sebe:
- Fotosyntéza, rostliny využívají sluneční energii k přeměně oxidu uhličitého a vody na glukózu a kyslík.
- Fotoizomerizace rodopsinu probíhá v sítnici oka a je zodpovědná za vidění.
- Tvorba vitamínu D při vystavení lidského těla slunečnímu světlu.
- Fotodynamická terapie, světlo se používá ke zničení nádorů.
- Fotorezistická technologie, je používaná při výrobě mikroelektronických komponentů.
- Fotochemická aktivace je důležitá u některých pericyklických reakcí.